# 井上恵美子
井上 恵美子（いのうえ えみこ、1980年7月21日 - ）は、日本の元歌手、タレント、ウェディングモデルである。フロムミュージック所属。

## 略歴
- 1993年に日本テレビの『とんねるずの生でダラダラいかせて!!』で、仲根かすみや山崎亜美と共にねずみっ子クラブとしてデビュー。
- その後、フロムミュージックのウェディングモデルとして活躍していたが、2015年6月現在、フロムミュージックに彼女のプロフィールは掲載されていなく動向は不明。

## テレビ出演
- とんねるずの生でダラダラいかせて!!（1992年 - 1993年）

## 音楽
いずれもねずみっ子クラブとして。
- ねずみ算がわかりません（1993年1月21日発売） - オリコン43位
- 先生!鈴木くんがエッチなんです!（1993年4月28日発売） - オリコン99位